# Distorção (áudio)

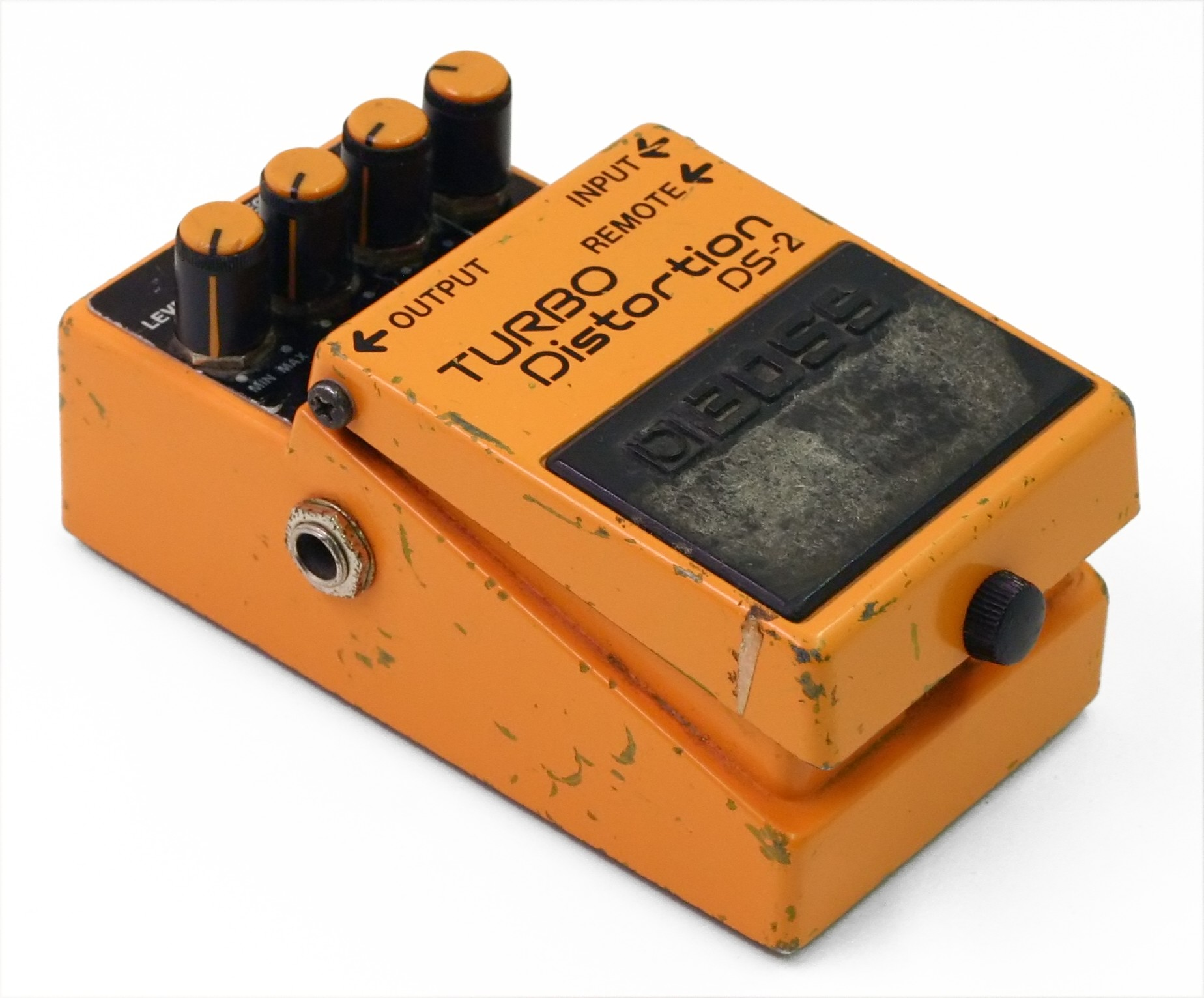
Um pedal de efeito de guitarra "Turbo Distortion" bem usado, fabricado pela Boss

Distorção e overdrive são formas de processamento de sinal de áudio usadas para alterar o som de instrumentos musicais elétricos amplificados, geralmente aumentando seu ganho, produzindo um tom "fuzzy", "growling", ou "gritty". A distorção é mais comumente usada com a guitarra elétrica, mas também pode ser usada com outros instrumentos elétricos, como baixo, piano elétrico e órgão Hammond. Os guitarristas que tocavam blues elétrico obtiveram um som excedente ao aumentar seus amplificadores de guitarra movidos a válvulas termiônica em altos volumes, o que causou a distorção do sinal. Enquanto os amplificadores valvulados ainda são usados para obter overdrive nos anos 2010, especialmente em gêneros como blues e rockabilly, várias outras maneiras de produzir distorção foram desenvolvidas desde a década de 1960, como pedais de efeito de distorção. O tom rosnante da guitarra elétrica distorcida é uma parte essencial de muitos gêneros, incluindo blues e muitos estilos de rock, notadamente hard rock, punk rock, hardcore punk, acid rock e heavy metal, enquanto o uso de baixo distorcido também é essencial em um gênero de hip hop e hip hop alternativo conhecido como "SoundCloud rap".
Os efeitos alteram o som do instrumento cortando o sinal (empurrando-o além do máximo, o que diminui os picos e vales das ondas de sinal), adicionando tons sustentados e harmônicos e inarmônicos e levando a um som comprimido que é frequentemente descrito como "quente". "e" sujo ", dependendo do tipo e intensidade da distorção usada. Os termos distorção e overdrive são frequentemente usados de forma intercambiável; onde é feita uma distinção, a distorção é uma versão mais extrema do efeito do que a ultrapassagem. O Fuzz é uma forma específica de distorção extrema criada originalmente por guitarristas que usam equipamentos defeituosos (como um tubo de válvula desalinhado, veja abaixo), que é emulado desde os anos 1960 por vários pedais de efeitos "fuzzbox".
Distorção, overdrive e fuzz podem ser produzidos por pedais de efeitos, montagens em rack, pré-amplificadores, amplificadores de potência (uma abordagem potencialmente tocante), alto-falantes e (desde os anos 2000) por dispositivos de modelagem de amplificadores digitais e software de áudio.  Esses efeitos são usados com guitarras elétricas, baixos elétricos (fuzz bass), teclados eletrônicos e, mais raramente, como um efeito especial nos vocais. Embora a distorção seja criada intencionalmente como um efeito musical, músicos e engenheiros de som às vezes tomam medidas para evitar distorções, principalmente ao usar sistemas de PA para amplificar vocais ou ao reproduzir músicas pré-gravadas.

## Importância no Rock
Entre os diversos gêneros musicais que este efeito de áudio pode ser usado, o rock é um dos que mais o utiliza, caracterizando um som "pesado" em diversos subgêneros como o hard rock e o heavy metal.
Talvez o primeiro músico de rock entre muitos outros a utilizar esse efeito foi Link Wray, um guitarrista de surf rock/rockabilly dos anos 50. Para obter essas distorções inicialmente, eles pautavam no básico, apenas aumentando ao máximo o som de seus amplificadores, servindo assim de influência a grandes músicos desse estilo, entre eles Pete Townshend, Jimi Hendrix, Eric Clapton, Jimmy Page e Dave Davies.